# Gogolova (Praha)
Gogolova ulice na Hradčanech v Praze spojuje ulice Na baště sv. Tomáše a Badeniho. Nazvána je na počest ruského spisovatele a dramatika Nikolaje Vasiljeviče Gogola (1809 - 1852). Na čísle 1 je novobarokní Kramářova vila podle projektu architekta Friedricha Ohmanna, od roku 1998 oficiální rezidence předsedů vlády České republiky. Na východě ulice je vstup do rozsáhlého parku Letenské sady.

## Historie a názvy
Ulice vznikla v roce 1912 pod názvem "Kounicova" u barokní bašty sv. Máří Magdalény číslo XIX, která je součást Mariánských hradeb (1654-1724). Název "Gogolova" má od roku 1952.

## Budovy, firmy a instituce
- Kramářova vila - Gogolova 1, památkově chráněna od roku 1971[2]
- nájemní dům - Gogolova 2[3]
- secesní rodinný dům - Gogolova 4[4]
- secesní rodinný dům - Gogolova 6[5]
- Home Deluxe Prague - Gogolova 8[6]